# Prewittita
La prewittita és un mineral de la classe dels òxids. Rep el nom en honor de Charles T. Prewitt (1933-) en reconeixement de les seves importants contribucions a la química cristal·lina dels minerals i materials planetaris. Va ser professor de cristal·lografia al Campus Stony Brook de la Universitat Estatal de Nova York i posteriorment director de la Institució Carnegie del Laboratori Geofísic de Washington.

## Característiques
La prewittita és un selenit de fórmula química KPb1.5ZnCu₆(SeO₃)₂O₂Cl10. Va ser aprovada com a espècie vàlida per l'Associació Mineralògica Internacional l'any 2002, i la primera publicació data del 2013. Cristal·litza en el sistema ortoròmbic.
Segons la classificació de Nickel-Strunz, la prewittita pertany a «04.JG - Selenits amb anions addicionals, sense H₂O» juntament amb els següents minerals: georgbokiïta, parageorgbokiïta, cloromenita, ilinskita, sofiïta, francisita, derriksita, burnsita i al·localcoselita.

## Formació i jaciments
Va ser descoberta a l'avanç nord de la Gran erupció fissural del volcà Tolbàtxik, a l'óblast de Kamtxatka, dins el districte Federal de l'Extrem Orient, Rússia. Es tracta de l'únic indret en tot el planeta on ha estat descrita aquesta espècie mineral.